# Campeonato Sul-Americano de Futebol Sub-19 de 1954
O Campeonato Sul-Americano de Futebol Juvenil de 1954 foi a edição inaugural dessa competição organizada pela Confederação Sul-Americana de Futebol (CONMEBOL), na época para jogadores com até 19 anos de idade. Realizou-se entre os dias 22 de março e 13 de abril na cidade de Caracas, na Venezuela.
O Uruguai sagrou-se o primeiro campeão sul-americano da categoria ao acumular o maior número de pontos entre as quatro equipes que disputaram a fase final.

## Equipes participantes
Oito das dez equipes filiadas a CONMEBOL participaram do evento inaugural, que teve as ausências de Argentina e Bolívia. O Panamá, filiado a Confederação de Futebol da América do Norte, Central e Caribe (CONCACAF), disputou o torneio na condição de convidado. A Venezuela classificou-se automaticamente a fase final por ser o país sede.
| Grupo A - Colômbia - Chile - Equador - Uruguai | Grupo B - Brasil - Panamá - Paraguai - Peru |

Fase final
- Venezuela

## Primeira fase
Nota: Na época a vitória valia dois (2) pontos.

### Grupo A
| Time     | P | J | V | E | D | GP | GC | SG |
| -------- | - | - | - | - | - | -- | -- | -- |
| Uruguai  | 5 | 3 | 2 | 1 | 0 | 7  | 2  | +5 |
| Colômbia | 4 | 3 | 1 | 2 | 0 | 3  | 2  | +1 |
| Chile    | 2 | 3 | 0 | 2 | 1 | 2  | 4  | -2 |
| Equador  | 1 | 3 | 0 | 1 | 2 | 2  | 6  | -4 |

| 22 de março de 1954 |     |          |  |  |
| Colômbia            | 1–1 | Uruguai  |  |  |
| 23 de março         |     |          |  |  |
| Chile               | 1–1 | Equador  |  |  |
| 25 de março         |     |          |  |  |
| Uruguai             | 4–1 | Equador  |  |  |
| 26 de março         |     |          |  |  |
| Chile               | 1–1 | Colômbia |  |  |
| 29 de março         |     |          |  |  |
| Colômbia            | 1–0 | Equador  |  |  |
| 30 de março         |     |          |  |  |
| Uruguai             | 2–0 | Chile    |  |  |

### Grupo B
| Time     | P | J | V | E | D | GP | GC | SG  |
| -------- | - | - | - | - | - | -- | -- | --- |
| Brasil   | 5 | 3 | 2 | 1 | 0 | 10 | 3  | +7  |
| Peru     | 4 | 3 | 1 | 2 | 0 | 7  | 5  | +2  |
| Paraguai | 3 | 3 | 1 | 1 | 1 | 12 | 5  | +7  |
| Panamá   | 0 | 3 | 0 | 0 | 3 | 4  | 20 | -16 |

| 23 de março |     |          |  |  |
| Brasil      | 7–1 | Panamá   |  |  |
| Paraguai    | 2–2 | Peru     |  |  |
| 26 de março |     |          |  |  |
| Paraguai    | 9–1 | Panamá   |  |  |
| 27 de março |     |          |  |  |
| Brasil      | 1–1 | Peru     |  |  |
| 31 de março |     |          |  |  |
| Peru        | 4–2 | Panamá   |  |  |
| Brasil      | 2–1 | Paraguai |  |  |

### Desempate
Colômbia e Peru finalizaram a primeira fase na segunda colocação dos seus respectivos grupos e definiram a última vaga na fase final em um play-off desempate.
| 2 de abril |     |          |  |  |
| Peru       | 1–0 | Colômbia |  |  |

## Fase final
| Time      | P | J | V | E | D | GP | GC | SG |
| --------- | - | - | - | - | - | -- | -- | -- |
| Uruguai   | 5 | 3 | 2 | 1 | 0 | 7  | 2  | +5 |
| Brasil    | 4 | 3 | 1 | 2 | 0 | 4  | 2  | +2 |
| Venezuela | 2 | 3 | 1 | 0 | 2 | 3  | 6  | -3 |
| Peru      | 1 | 3 | 0 | 1 | 2 | 2  | 6  | -4 |

| 3 de abril  |     |           |  |  |
| Brasil      | 2–0 | Venezuela |  |  |
| 5 de abril  |     |           |  |  |
| Uruguai     | 3–0 | Peru      |  |  |
| 7 de abril  |     |           |  |  |
| Uruguai     | 3–1 | Venezuela |  |  |
| 9 de abril  |     |           |  |  |
| Brasil      | 1–1 | Peru      |  |  |
| 11 de abril |     |           |  |  |
| Venezuela   | 2–1 | Peru      |  |  |
| 13 de abril |     |           |  |  |
| Brasil      | 1–1 | Uruguai   |  |  |

| Campeão           |
| ----------------- |
| URUGUAI 1º título |